# 尿失禁
尿失禁（英語：Urinary Incontinence，UI；）又稱小便失禁，狹義上，是尿液不受主觀控制自行從尿道口排出；一般是膀胱括约肌損傷或神經功能障礙造成，其對生活品質有很大的影響。廣義上，尿失禁另包含尿液漏出到其他腔道（如陰道）或輸尿管異位開口等。此外，醫學上近似術語漏尿（Urinary Leakage）特指尿液不經尿道口而由泌尿系统其他部位或身體其他器官排出體外的狀況，常見於尿道、膀胱或輸尿管損傷或手術後。
尿失禁按照症狀可分為滿溢性尿失禁、無阻力性尿失禁、反射性尿失禁、急迫性尿失禁及壓力性尿失禁五類。僅管尿失禁是一種可以治療的病理現象，但由於病狀較難以啟齒，患者很少就醫。

## 原因
女性尿失禁大部分属于压迫性尿失禁和急迫性尿失禁。多數壓迫性尿失禁的原因是在分娩的時候盆骨附近肌肉受傷，使得尿道的括約肌鬆弛，誘發尿失禁。壓迫性尿失禁的症状通常表現為在腹腔受壓的时候有一小部分尿液流出，譬如咳嗽、噴嚏和提舉。此外，頻繁的鍛煉和高强度運動會引發運動性尿失禁。急迫性尿失禁的起因為膀胱排尿肌不受限制的收缩。其特點是短時間內有大量尿液流出且無法控制。
男性尿失禁，尤其是中老年男性，往往属于前列腺炎、前列腺增生或者前列腺癌。治疗前列腺癌的药物也可能引发尿失禁。
多尿症也會引發尿失禁。最常見的病因有：失控的糖尿病、原发性多渴症、中枢性尿崩症和肾性尿崩症。多尿症会造成尿急尿频，但不一定引发尿失禁。
其他的罕見的原因包括精神疾病，譬如多發新硬化症，脊柱裂，帕金森氏症，中風和脊柱受傷；這些疾病都傷害或者干擾膀胱神經。

## 病理生理学
尿失禁的原因之一是因为位于膀胱颈口的骨盆底部肌肉、尿道括约肌萎缩松弛。正常情况下，尿道括约肌可以对抗腹压增强而不渗漏。但括约肌松弛時，大笑、咳嗽、打喷嚏就可能导致漏尿。
正常排尿除了需要靠正常的下泌尿道功能外，亦需要有足夠的肢體活動能力、認知功能、動機及環境等方面的配合。下泌尿道之功能受到神經系統之控制。在儲尿的階段，體神經及自主神經會把尿量的訊息傳回中樞，中樞則一方面藉由刺激交感神經來使膀胱頸緊閉以及抑制副交感神經而達到膀胱壁放鬆的效果，另一方面刺激體神經使得骨盆腔底部骨骼肌收縮，進一步造成膀胱出口緊閉。膀胱壁的放鬆使得膀胱即使不斷有尿液灌進來，依然持續維持低壓（<15 cm H2O）的狀態，直到尿量達到一個程度（通常介於 150ml 及 350ml 之間），壓力會開始隨尿量的增加而增加，我們亦會開始意識到排尿的需求。通常膀胱儲尿的最大容積介於 300ml 及 600ml 之間。在排尿的階段，一切則反向進行。交感神經及體神經受到抑制而使膀胱頸及尿道口放鬆，副交感也因去抑制而受到刺激，藉由釋放乙醯膽鹼促使膀胱壁膀胱迫肌（detrusor）收縮，因而使膀胱內壓增加，直到膀胱內壓高過膀胱頸及尿道阻力，尿液即可順利排出。

## 诊断
尿失禁患者可以依照泌尿科医师的诊疗建议来改善其症状。
医生會依據患者的病历、日常尿量、排尿時間與頻率進行診斷。其他的有关因素包括LUTS症状、尿急而频、残空、尿痛、尿流虚滴、尿后点滴。
其他的检验包括：
- 医生能问患者是否有咳嗽，查看是否需要点滴。
- 验尿 - 感染、尿石
- 验血
- 超声波 - 用以观察膀胱、尿道、肾脏大小
- 膀胱镜 - 以內窺鏡檢查膀胱內部

## 种类
- 压迫性尿失禁：又称应激性尿失禁，在有物理压迫的时候发生。
- 急迫性尿失禁：指无能力控制尿。
- 充溢性尿失禁：指膀胱无法控制尿液不断或时常的流出，发生在膀胱时常充盈的时候。
- 混合性尿失禁：此類型有时见于年老的女性，并伴随尿潴留，患者也可能有一个以上的原因[4]
- 结构性尿失禁：常见于儿童（如输尿管异位）。妇产科或妇科疾病引起的瘘管（产科瘘）也会引起尿失禁，这类瘘管包括尿道与阴道间的瘘管或输尿管与阴道间的瘘管。需要透過灌注造影剂的影像学检查以進行诊断。
- 功能性尿失禁：表现为患者想排尿，但未能即時至廁所排出。此類型的原因包括警示错乱、痴呆、视物不清、活动受限、严重的抑郁或者醉酒等[5]，因此功能性尿失禁通常没有表现出生物学或者医学上的问题。
- 夜遗尿：常在小孩睡觉時发生。
- 临时性尿失禁：造成的原因有药物作用、肾上腺功能不全、精神创伤、重度便秘、活动受限和大便嵌塞。
- 咯咯笑尿失禁（giggle incontinence）：因大笑引发的尿失禁。[6]